# Llantwit Major
Llantwit Major (wal. Llanilltud Fawr) – miasto w południowej Walii, w hrabstwie Vale of Glamorgan (historycznie w Glamorgan), położone niedaleko wybrzeża Kanału Bristolskiego. W 2011 roku liczyło 8427 mieszkańców.
W okolicach znajdują się ślady osadnictwa z epoki żelaza oraz czasów rzymskich. We wczesnym średniowieczu Llantwit Major stanowiło jeden z najbardziej znaczących ośrodków chrześcijaństwa w Wielkiej Brytanii. Początki miasta sięgają V/VI wieku, kiedy to święty Iltut założył tu szkołę klasztorną Cor Tewdws. W szczytowym okresie nauki pobierało tu ponad 2000 uczniów – zakonników, duchownych, arystokratów – z całej Wielkiej Brytanii jak i kontynentu. W 987 roku uczelnia została zniszczona podczas najazdu wikingów. Odbudowana w 1111 roku, po podboju Anglii przez Normanów, nie odzyskała jednak swojej świetności. Mimo to przetrwała do rozwiązania klasztorów w 1539 roku.
Na wschód od miasta znajduje się lotnisko i baza wojskowa MOD St Athan (do 2006 RAF St Athan), otwarte w 1938 roku.